# Lombers
Lombers est une commune française située dans le département du Tarn, en région Occitanie. Sur le plan historique et culturel, la commune est dans l'Albigeois, une région naturelle agricole correspondant aux environs de la ville d’Albi.
Exposée à un climat océanique altéré, elle est drainée par le Dadou, l'Assou, l'Agros, le ruisseau de Blima et par divers autres petits cours d'eau. La commune possède un patrimoine naturel remarquable composé d'une zone naturelle d'intérêt écologique, faunistique et floristique.
Lombers est une commune rurale qui compte 1 090 habitants en 2022. Elle fait partie de l'aire d'attraction d'Albi. Ses habitants sont appelés les Lombersois ou  Lombersoises.

## Géographie

### Localisation
Lombers se situe à 15 km au sud d'Albi et à 24 km au nord de Castres.
Située sur l'Assou près du centre du département (à 5 km de Réalmont). Le village est dominé par un pic sur lequel s'élevait le château jusqu'en 1633.

### Communes limitrophes
Les communes limitrophes sont  Dénat, Laboutarie, Lamillarié, Orban, Poulan-Pouzols, Réalmont, Saint-Genest-de-Contest, Sieurac et Terre-de-Bancalié.
| Orban      | Poulan-Pouzols          | Lamillarié               |
| Sieurac    | Lombers                 | Dénat, Terre-de-Bancalié |
| Laboutarie | Saint-Genest-de-Contest | Réalmont                 |

### Voies de communication et transports
La commune est desservie par des lignes régulières du réseau régional liO : la ligne 703 la relie à Albi et à Castres ; la ligne 705 la relie à Albi et à Lavaur.

### Hydrographie

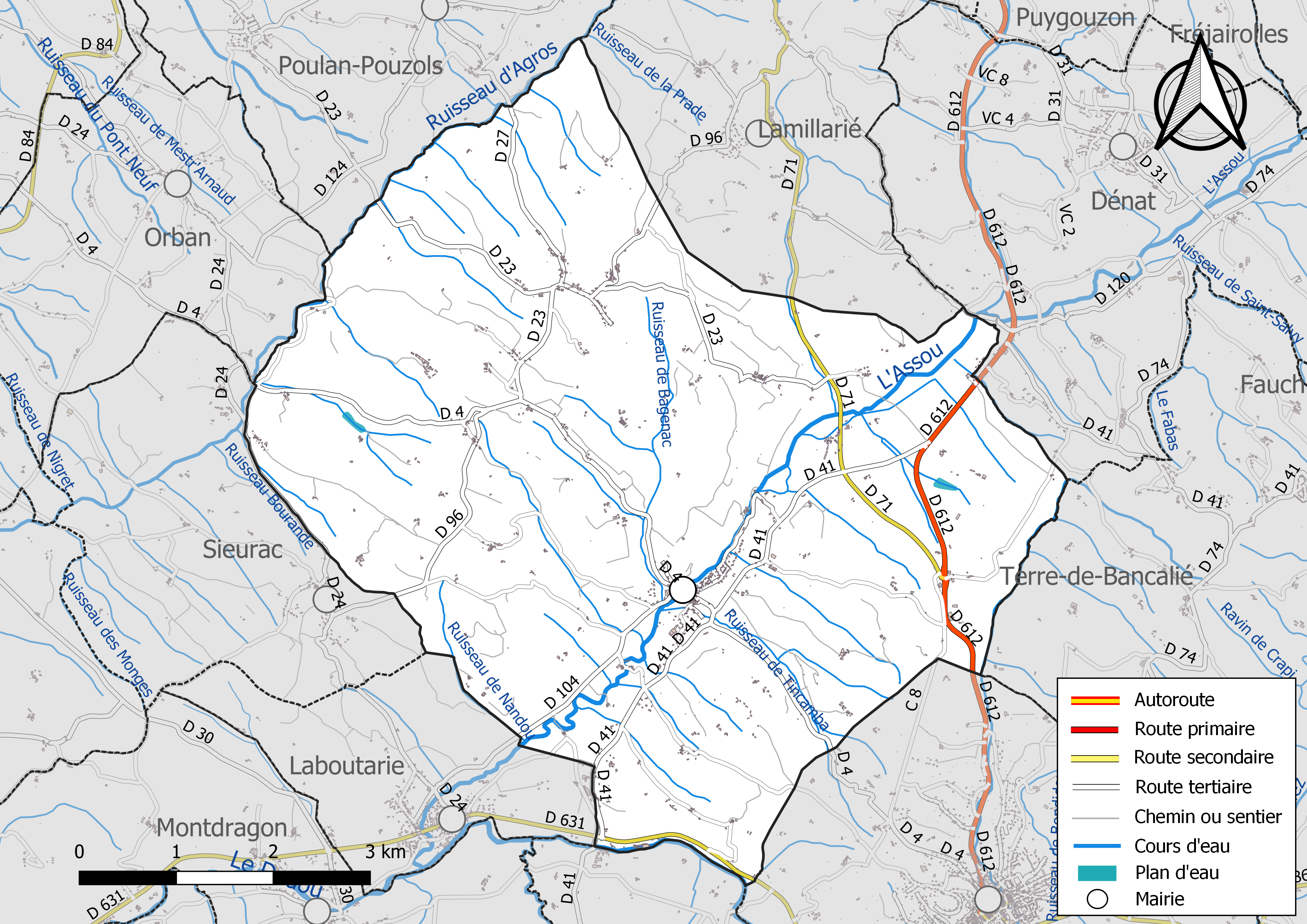
Réseaux hydrographique et routier de Lombers.

La commune est dans le bassin de la Garonne, au sein du bassin hydrographique Adour-Garonne. Elle est drainée par le Dadou, l'Assou, l'Agros, le ruisseau de Blima, un bras de l'Assou, un bras du Ruisseau l'Assou, le ruisseau de Bagenac, le ruisseau de Founbello, le ruisseau de la Vigarié, le ruisseau de Nandou, le ruisseau de Tincamba et par divers petits cours d'eau, qui constituent un réseau hydrographique de 54 km de longueur totale,.
Le Dadou, d'une longueur totale de 115,8 km, prend sa source dans la commune de Saint-Salvi-de-Carcavès et s'écoule d'est en ouest. Il traverse la commune et se jette dans l'Agout à Ambres, après avoir traversé 23 communes.
L'Assou, d'une longueur totale de 36,7 km, prend sa source dans la commune du Fraysse et s'écoule du nord-est au sud-ouest. Il traverse la commune et se jette dans le Dadou à Laboutarie, après avoir traversé 12 communes.
L'Agros, d'une longueur totale de 19,4 km, prend sa source dans la commune de Lamillarié et s'écoule du nord-est au sud-ouest. Il traverse la commune et se jette dans le Dadou à Graulhet, après avoir traversé 8 communes.

### Climat
Pour des articles plus généraux, voir Climat de l'Occitanie et Climat du Tarn.
En 2010, le climat de la commune est de type climat du Bassin du Sud-Ouest, selon une étude du Centre national de la recherche scientifique s'appuyant sur une série de données couvrant la période 1971-2000. En 2020, Météo-France publie une typologie des climats de la France métropolitaine dans laquelle la commune est exposée à un climat océanique altéré et est dans la région climatique Aquitaine, Gascogne, caractérisée par une pluviométrie abondante au printemps, modérée en automne, un faible ensoleillement au printemps, un été chaud (19,5 °C), des vents faibles, des brouillards fréquents en automne et en hiver et des orages fréquents en été (15 à 20 jours).
Pour la période 1971-2000, la température annuelle moyenne est de 13,2 °C, avec une amplitude thermique annuelle de 16,1 °C. Le cumul annuel moyen de précipitations est de 865 mm, avec 9,8 jours de précipitations en janvier et 5,8 jours en juillet. Pour la période 1991-2020, la température moyenne annuelle observée sur la station météorologique de Météo-France la plus proche, « Albi », sur la commune du Sequestre à 13 km à vol d'oiseau, est de 13,8 °C et le cumul annuel moyen de précipitations est de 733,9 mm. 
La température maximale relevée sur cette station est de 42,3 °C, atteinte le 23 août 2023 ; la température minimale est de −20,4 °C, atteinte le 16 janvier 1985,,.
Les paramètres climatiques de la commune ont été estimés pour le milieu du siècle (2041-2070) selon différents scénarios d'émission de gaz à effet de serre à partir des nouvelles projections climatiques de référence DRIAS-2020. Ils sont consultables sur un site dédié publié par Météo-France en novembre 2022.

### Milieux naturels et biodiversité

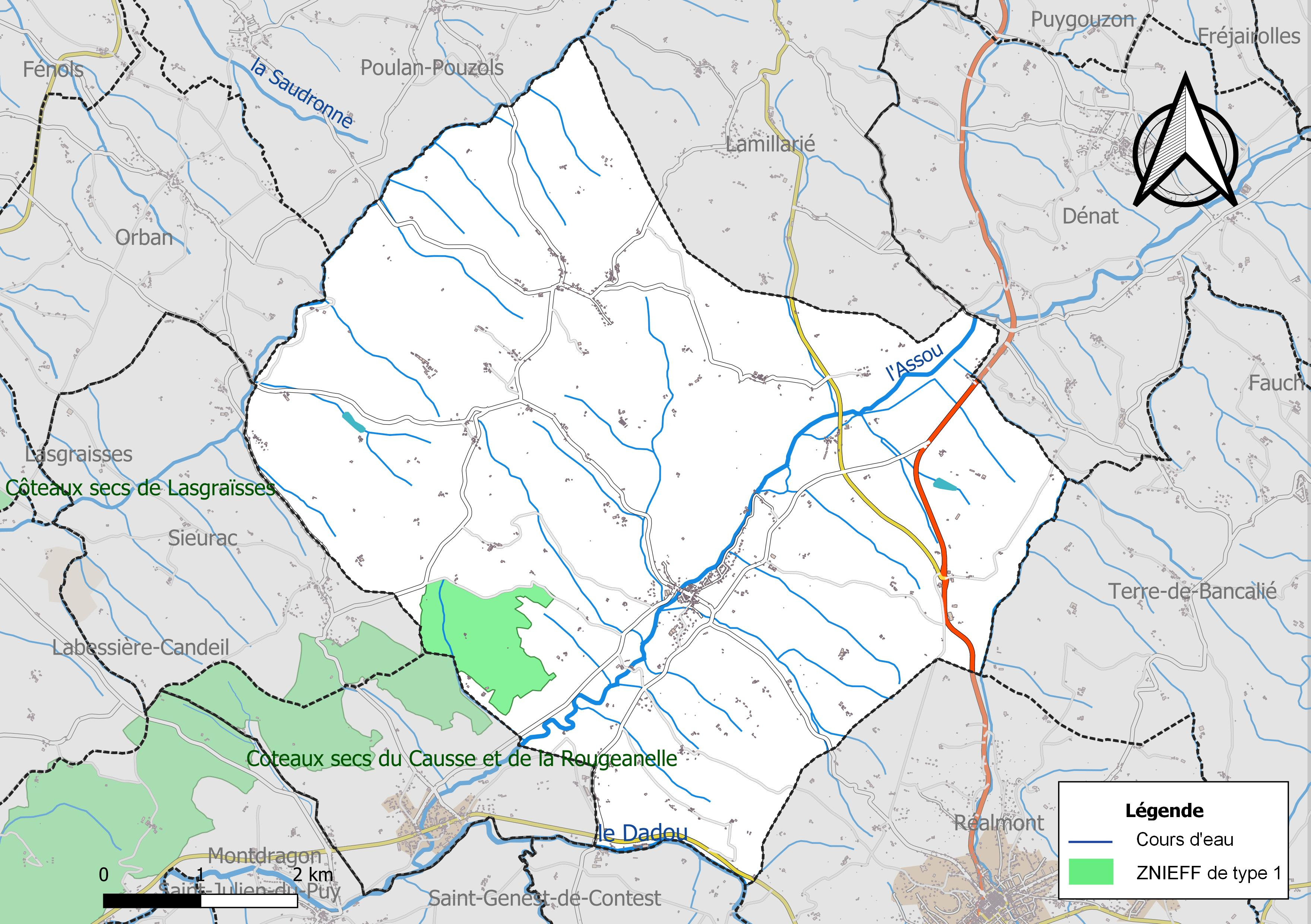
Carte de la ZNIEFF de type 1 localisée sur la commune.

L’inventaire des zones naturelles d'intérêt écologique, faunistique et floristique (ZNIEFF) a pour objectif de réaliser une couverture des zones les plus intéressantes sur le plan écologique, essentiellement dans la perspective d’améliorer la connaissance du patrimoine naturel national et de fournir aux différents décideurs un outil d’aide à la prise en compte de l’environnement dans l’aménagement du territoire.
Une ZNIEFF de type 1 est recensée sur la commune :
les « coteaux secs du causse et de la Rougeanelle » (797 ha), couvrant 6 communes du département.

## Urbanisme

### Typologie
Au 1er janvier 2024, Lombers est catégorisée commune rurale à habitat dispersé, selon la nouvelle grille communale de densité à sept niveaux définie par l'Insee en 2022.
Elle est située hors unité urbaine. Par ailleurs la commune fait partie de l'aire d'attraction d'Albi, dont elle est une commune de la couronne,. Cette aire, qui regroupe 91 communes, est catégorisée dans les aires de 50 000 à moins de 200 000 habitants,.

### Occupation des sols
L'occupation des sols de la commune, telle qu'elle ressort de la base de données européenne d’occupation biophysique des sols Corine Land Cover (CLC), est marquée par l'importance des territoires agricoles (95,5 % en 2018), une proportion sensiblement équivalente à celle de 1990 (95,8 %). La répartition détaillée en 2018 est la suivante : 
terres arables (55,5 %), zones agricoles hétérogènes (35,7 %), prairies (4,3 %), forêts (3,5 %), zones urbanisées (1 %). L'évolution de l’occupation des sols de la commune et de ses infrastructures peut être observée sur les différentes représentations cartographiques du territoire : la carte de Cassini (XVIIIe siècle), la carte d'état-major (1820-1866) et les cartes ou photos aériennes de l'IGN pour la période actuelle (1950 à aujourd'hui).

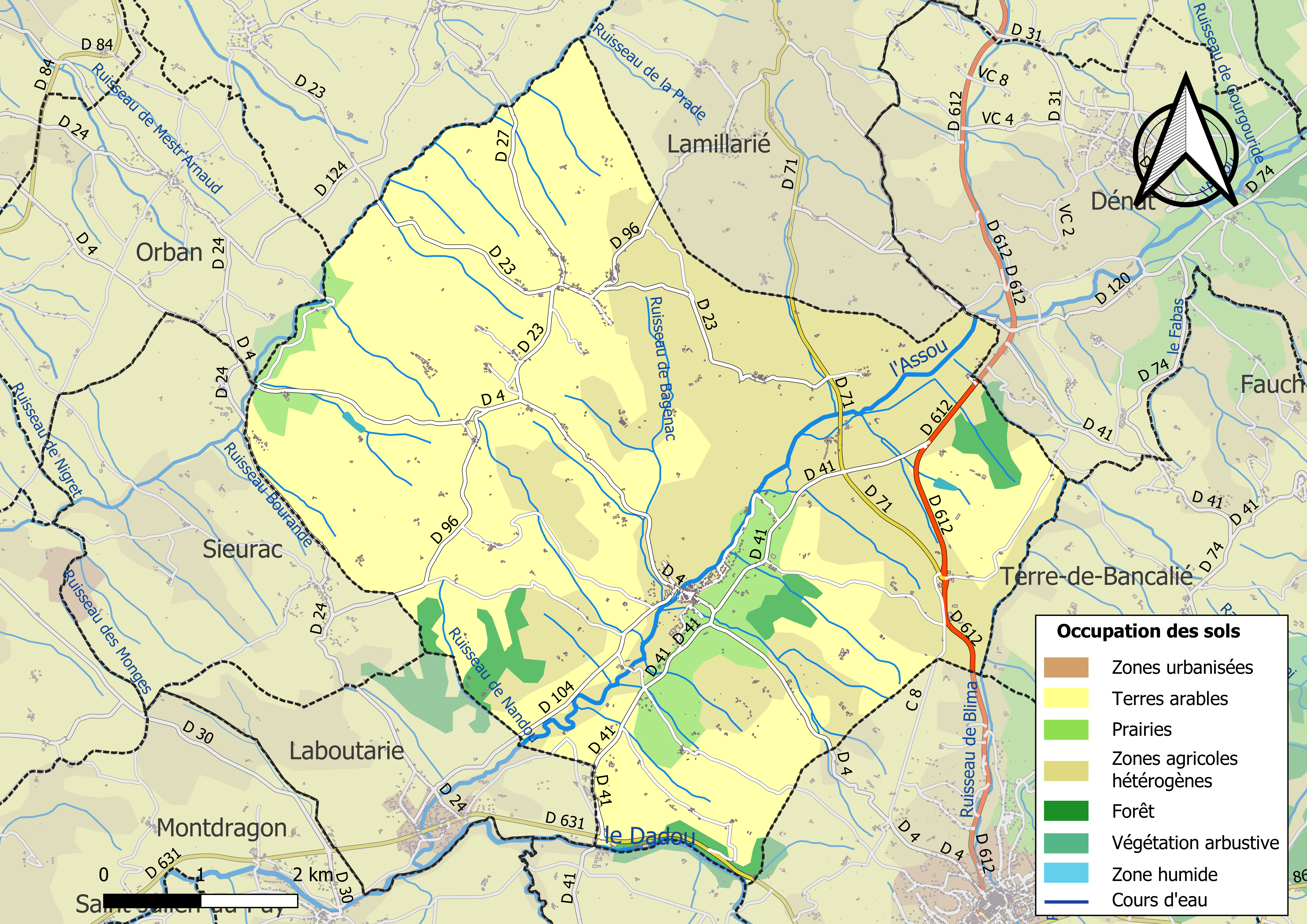
Carte des infrastructures et de l'occupation des sols de la commune en 2018 (CLC).

### Risques majeurs
Le territoire de la commune de Lombers est vulnérable à différents aléas naturels : météorologiques (tempête, orage, neige, grand froid, canicule ou sécheresse), inondations, mouvements de terrains et séisme (sismicité très faible). Il est également exposé à un risque technologique, le transport de matières dangereuses, et à un risque particulier : le risque de radon. Un site publié par le BRGM permet d'évaluer simplement et rapidement les risques d'un bien localisé soit par son adresse soit par le numéro de sa parcelle.

#### Risques naturels
Certaines parties du territoire communal sont susceptibles d’être affectées par le risque d’inondation par débordement de cours d'eau, notamment le Dadou, l'Assou et l'Agros. La cartographie des zones inondables en ex-Midi-Pyrénées réalisée dans le cadre du XIe Contrat de plan État-région, visant à informer les citoyens et les décideurs sur le risque d’inondation, est accessible sur le site de la DREAL Occitanie. La commune a été reconnue en état de catastrophe naturelle au titre des dommages causés par les inondations et coulées de boue survenues en 1982, 1993, 1994 et 1996,.
Lombers est exposée au risque de feu de forêt. En 2022, il n'existe pas de Plan de Prévention des Risques incendie de forêt (PPRif). Le débroussaillement aux abords des maisons constitue l’une des meilleures protections pour les particuliers contre le feu,.

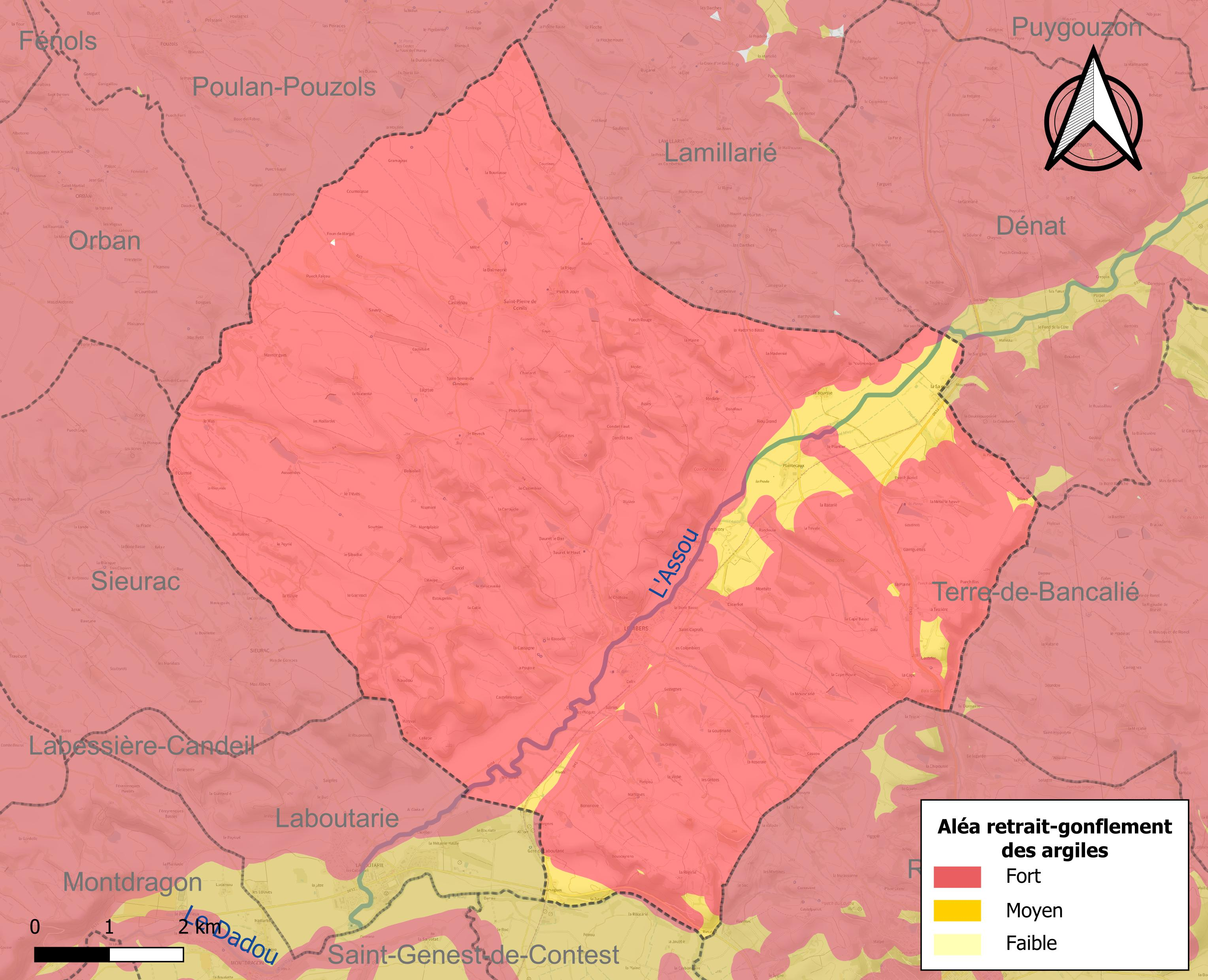
Carte des zones d'aléa retrait-gonflement des sols argileux de Lombers.

La commune est vulnérable au risque de mouvements de terrains constitué principalement du retrait-gonflement des sols argileux. Cet aléa est susceptible d'engendrer des dommages importants aux bâtiments en cas d’alternance de périodes de sécheresse et de pluie. La totalité de la commune est en aléa moyen ou fort (76,3 % au niveau départemental et 48,5 % au niveau national). Sur les 505 bâtiments dénombrés sur la commune en 2019, 505 sont en aléa moyen ou fort, soit 100 %, à comparer aux 90 % au niveau départemental et 54 % au niveau national. Une cartographie de l'exposition du territoire national au retrait gonflement des sols argileux est disponible sur le site du BRGM,.
Par ailleurs, afin de mieux appréhender le risque d’affaissement de terrain, l'inventaire national des cavités souterraines permet de localiser celles situées sur la commune.

#### Risques technologiques
Le risque de transport de matières dangereuses sur la commune est lié à sa traversée par des infrastructures routières ou ferroviaires importantes ou la présence d'une canalisation de transport d'hydrocarbures. Un accident se produisant sur de telles infrastructures est susceptible d’avoir des effets graves sur les biens, les personnes ou l'environnement, selon la nature du matériau transporté. Des dispositions d’urbanisme peuvent être préconisées en conséquence.

#### Risque particulier
Dans plusieurs parties du territoire national, le radon, accumulé dans certains logements ou autres locaux, peut constituer une source significative d’exposition de la population aux rayonnements ionisants. Certaines communes du département sont concernées par le risque radon à un niveau plus ou moins élevé. Selon la classification de 2018, la commune de Lombers est classée en zone 3, à savoir zone à potentiel radon significatif.

## Toponymie
Le nom de Lombers est déjà cité tel quel dans une mention ancienne en 1045. L'origine de ce nom remonte à l'époque de la venue des Celtes au moment de l'Age du fer (900 AEC - 700 AEC) autour des Pyrénées. La première partie "Lom-" évoque les marécages dans la vallée presque horizontale où se déposaient des alluvions lors des inondations. La partie "-ber" évoque la colline escarpée de l'oppidum où était le château médiéval. Le "-s" final peut être la trace de la latinisation du nom gaulois en une forme probable "ilumberis", non attestée, mais similaire aux mentions attestées de 4 lieux aux noms antiques et géomorphologies similaires (voir Auch, Elne, Lumbier (Espagne), Grenade (Espagne)[réf. nécessaire]

## Histoire

### Origines
Premières mentions du château en 1032 et de la ville en 1045. Lombers était une place forte jusqu'en 1622.

### Le procès de Lombers (1165) et les cathares
En 1165 a lieu à Lombers (diocèse d'Albi) la première confrontation entre chrétiens et cathares. Cette rencontre est désignée sous le terme de concile de Lombers, mais devrait plutôt être nommée arbitrage puisque étaient réunis des laïcs (seigneurs et vassaux) et des membres du clergé.
Pour contenir l'expansion de l'« hérésie cathare », Guillaume, évêque d'Albi, convoqua un concile en mai 1165 à Lombers alors ville importante de l'Albigeois (environ 2 000 habitants). De ce concile des archevêques, évêques et abbés du Midi (Narbonne, Nîmes, Toulouse, Agde, Castres, Gaillac...) fut rendu l'arrêt suivant :
« Moi, Gaucellin, évêque de Lodève, par ordre de l'évêque d'Alby et de ses assesseurs, je juge que ces prétendus bons hommes sont hérétiques, et je condamne la secte d'Olivier (évêque cathare) et de ses compagnons, qui est celle des hérétiques de Lombers, quelque part qu'ils soient, selon l'autorité des Écritures ».
Prétendument à la suite de cet événement, les cathares furent également surnommés Albigeois, mais cette origine est objet de discussions.
En 1176, un second concile eut lieu à Lombers.
Simon de Montfort soutenu par le pape a pris la tête de la lutte contre les cathares et envahit Lombers et ses remparts. La prédominance locale de Lombers disparaît au profit de la bastide de Réalmont fondée en 1272.

### Temps modernes
Durant les guerres de Religion, Lombers passa alternativement entre les mains des catholiques et des protestants. Le château, positionné sur le pic, et la ville dans la plaine ont été à plusieurs reprises aux mains de confessions différentes.
En 1615, Lombers, occupée au nom du vicomte de Panat par le capitaine de Saint-Michel, fut assiégée. Une somme de 15 000 livres fut donnée au capitaine pour évacuer la place.
La ville fut brûlée en 1622 par les protestants et les fortifications disparurent. Lorsque Richelieu ordonna la destruction des forteresses féodales, le château fut détruit ainsi que les restes des remparts.
Blasonnement : De gueules au chateau de trois tours d'argent.

## Politique et administration

### Liste des maires
| Période                                  | Période  | Identité      | Étiquette | Qualité |
| ---------------------------------------- | -------- | ------------- | --------- | ------- |
| mars 2001                                | En cours | Claude Roques | SE-DVD    |         |
| avant 1995                               | ?        | Henri Géraud  | DVD       |         |
| Les données manquantes sont à compléter. |          |               |           |         |

## Démographie
| 1793 | 1800  | 1806  | 1821  | 1831  | 1836  | 1841  | 1846  | 1851  |
| ---- | ----- | ----- | ----- | ----- | ----- | ----- | ----- | ----- |
| 516  | 1 235 | 1 616 | 1 603 | 1 712 | 1 745 | 1 772 | 1 554 | 1 600 |

| 1856  | 1861  | 1866  | 1872  | 1876  | 1881  | 1886  | 1891  | 1896  |
| ----- | ----- | ----- | ----- | ----- | ----- | ----- | ----- | ----- |
| 1 556 | 1 507 | 1 528 | 1 514 | 1 504 | 1 525 | 1 506 | 1 304 | 1 238 |

| 1901  | 1906  | 1911  | 1921  | 1926  | 1931  | 1936  | 1946 | 1954 |
| ----- | ----- | ----- | ----- | ----- | ----- | ----- | ---- | ---- |
| 1 207 | 1 165 | 1 197 | 1 028 | 1 058 | 1 047 | 1 102 | 985  | 961  |

| 1962 | 1968 | 1975 | 1982 | 1990 | 1999 | 2006 | 2011  | 2016  |
| ---- | ---- | ---- | ---- | ---- | ---- | ---- | ----- | ----- |
| 919  | 919  | 854  | 826  | 807  | 856  | 984  | 1 077 | 1 126 |

| 2021  | 2022  | - | - | - | - | - | - | - |
| ----- | ----- | - | - | - | - | - | - | - |
| 1 106 | 1 090 | - | - | - | - | - | - | - |

## Économie

### Revenus
En 2018, la commune compte 443 ménages fiscaux, regroupant 1 108 personnes. La médiane du revenu disponible par unité de consommation est de 20 730 € (20 400 € dans le département).

### Emploi
|                | 2008  | 2013  | 2018  |
| -------------- | ----- | ----- | ----- |
| Commune        | 6,1 % | 6,1 % | 8,5 % |
| Département    | 8,2 % | 9,9 % | 10 %  |
| France entière | 8,3 % | 10 %  | 10 %  |

En 2018, la population âgée de 15 à 64 ans s'élève à 666 personnes, parmi lesquelles on compte 79,1 % d'actifs (70,6 % ayant un emploi et 8,5 % de chômeurs) et 20,9 % d'inactifs,. Depuis 2008, le taux de chômage communal (au sens du recensement) des 15-64 ans est inférieur à celui de la France et du département.
La commune fait partie de la couronne de l'aire d'attraction d'Albi, du fait qu'au moins 15 % des actifs travaillent dans le pôle,. Elle compte 328 emplois en 2018, contre 285 en 2013 et 271 en 2008. Le nombre d'actifs ayant un emploi résidant dans la commune est de 475, soit un indicateur de concentration d'emploi de 69 % et un taux d'activité parmi les 15 ans ou plus de 60,1 %.
Sur ces 475 actifs de 15 ans ou plus ayant un emploi, 136 travaillent dans la commune, soit 29 % des habitants. Pour se rendre au travail, 86,4 % des habitants utilisent un véhicule personnel ou de fonction à quatre roues, 0,9 % les transports en commun, 4,6 % s'y rendent en deux-roues, à vélo ou à pied et 8,1 % n'ont pas besoin de transport (travail au domicile).

### Activités hors agriculture

#### Secteurs d'activités
93 établissements sont implantés  à Lombers au 31 décembre 2019. Le tableau ci-dessous en détaille le nombre par secteur d'activité et compare les ratios avec ceux du département,.
| Secteur d'activité                                                                                        | Commune | Commune | Département |
| Secteur d'activité                                                                                        | Nombre  | %       | %           |
| --- | ------- | ------- | ----------- |
| Ensemble                                                                                                  | 93      | 100 %   | (100 %)     |
| Industrie manufacturière, industries extractives et autres                                                | 23      | 24,7 %  | (13 %)      |
| Construction                                                                                              | 19      | 20,4 %  | (12,5 %)    |
| Commerce de gros et de détail, transports, hébergement et restauration                                    | 18      | 19,4 %  | (26,7 %)    |
| Information et communication                                                                              | 2       | 2,2 %   | (2,1 %)     |
| Activités financières et d'assurance                                                                      | 5       | 5,4 %   | (3,3 %)     |
| Activités immobilières                                                                                    | 2       | 2,2 %   | (4,2 %)     |
| Activités spécialisées, scientifiques et techniques et activités de services administratifs et de soutien | 11      | 11,8 %  | (13,8 %)    |
| Administration publique, enseignement, santé humaine et action sociale                                    | 7       | 7,5 %   | (15,5 %)    |
| Autres activités de services                                                                              | 6       | 6,5 %   | (9 %)       |

Le secteur de l'industrie manufacturière, des industries extractives et autres est prépondérant sur la commune puisqu'il représente 24,7 % du nombre total d'établissements de la commune (23 sur les 93 entreprises implantées  à Lombers), contre 13 % au niveau départemental.

#### Entreprises et commerces
Les cinq entreprises ayant leur siège social sur le territoire communal qui génèrent le plus de chiffre d'affaires en 2020 sont : 
- SARL Femil, fabrication de carrosseries et remorques (6 735 k€)
- Medical Service 81, commerce de gros (commerce interentreprises) de produits pharmaceutiques (3 863 k€)
- SARL "Serv.oc.cas, commerce de détail de viandes et de produits à base de viande en magasin spécialisé (1 952 k€)
- Etablissement Martinez, fabrication d'équipements aérauliques et frigorifiques industriels (936 k€)
- Maillet Holding, activités des sièges sociaux (201 k€)

### Agriculture
La commune est dans la « plaine de l'Albigeois et du Castrais », une petite région agricole occupant le centre du département du Tarn. En 2020, l'orientation technico-économique de l'agriculture  sur la commune est la polyculture et/ou le polyélevage.
|               | 1988  | 2000  | 2010  | 2020  |
| ------------- | ----- | ----- | ----- | ----- |
| Exploitations | 93    | 61    | 61    | 54    |
| SAU (ha)      | 2 983 | 3 263 | 3 122 | 3 303 |

Le nombre d'exploitations agricoles en activité et ayant leur siège dans la commune est passé de 93 lors du recensement agricole de 1988  à 61 en 2000 puis à 61 en 2010 et enfin à 54 en 2020, soit une baisse de 42 % en 32 ans. Le même mouvement est observé à l'échelle du département qui a perdu pendant cette période 58 % de ses exploitations,. La surface agricole utilisée sur la commune a quant à elle augmenté, passant de 2983 ha en 1988 à 3303 ha en 2020. Parallèlement la surface agricole utilisée moyenne par exploitation a augmenté, passant de 32 à 61 ha.

## Culture locale et patrimoine

### Lieux et monuments

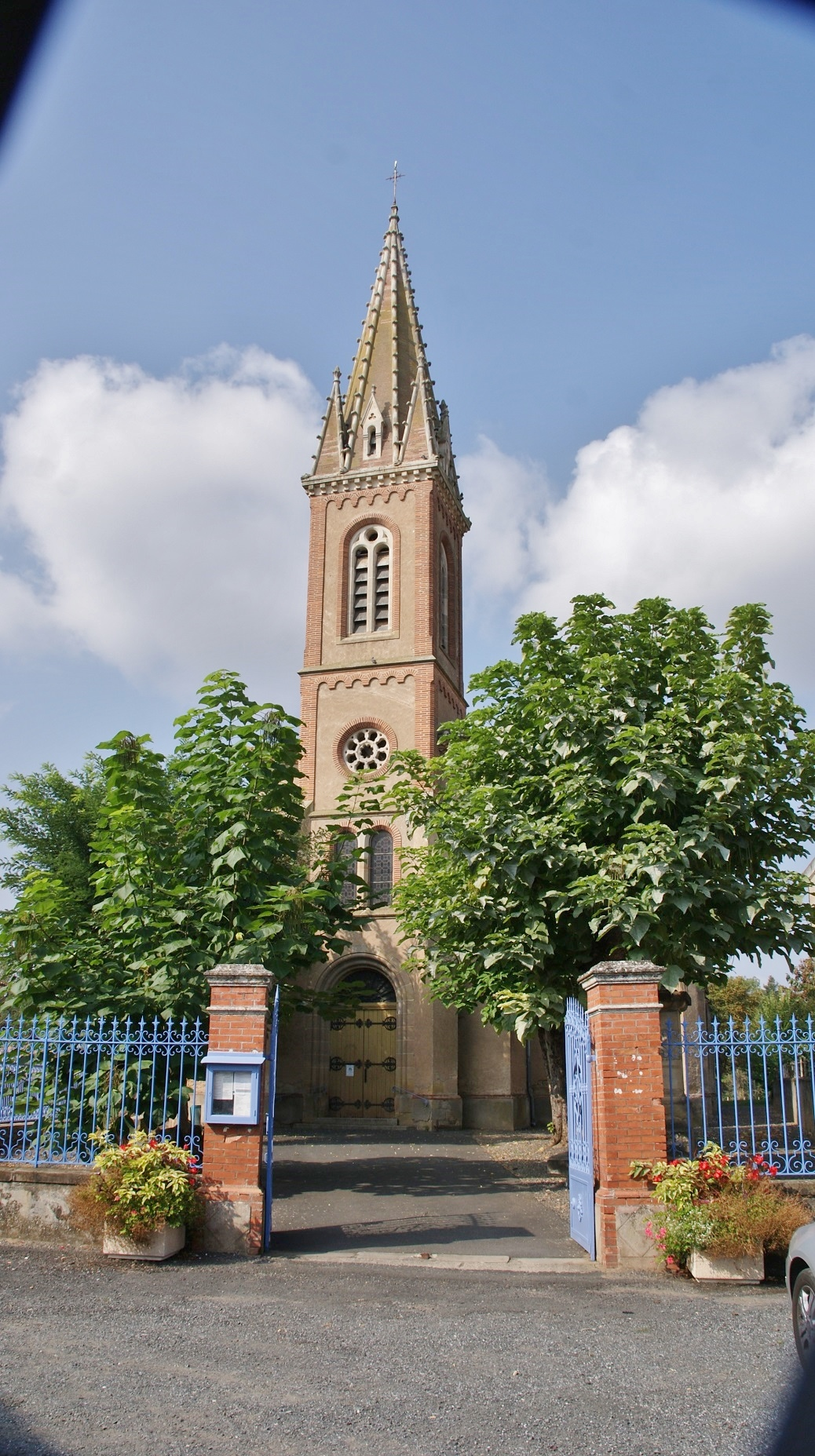
Église Saint-Martin de Lombers.

- Église Saint-Sernin de Saint-Sernin de Lombers.
- Église Saint-Pierre de Saint-Pierre-de-Conils.
- Église Saint-Martin de Lombers.

Voir le château sur le montage numérique du site de Lombers.